# Dolio
El dolio fou un Instrument musical aeròfon, actualment abandonat, utilitzat al nord de la Península Ibèrica (especialment a Galícia) durant el Romànic (s. XI-XIII). Es té coneixement del seu ús gràcies a les escultures trobades a esglésies de l'època, ja que no hi ha altres proves (literàries o iconogràfiques) de la seva existència.
El seu nom prové de la similitud que té amb els Dolis, barrils usats antigament en el transport marítim.

## Redescobriment
Aquest instrument va ser redescobert pel musicòleg Faustino Porras Robles l'any 1991, quan va arribar a les seves mans una fotografia de la portada de l'església de Miñón (Burgos). Posteriorment, va iniciar una recerca que el va portar a recopilar nombroses imatges escultòriques de diversos exemples de dolios. Aquests es troben a:
- Burgos
  - Monasterio de Rodilla (Ermita de Nuestra Señora del Valle)
  - Miñón de Santibáñez (arquivolta de l'Església de San Pedro)
  - Escalada (arquivolta de l'Església de Santa María)
- Palència
  - Moarves de Ojeda (capitell de la portada de l'Església de San Pedro)
- Lugo
  - Lousada (Ermita de San Román)
  - Lugo (Capella del Pilar de la Catedral de Santa María)
- Ourense
  - Esposende (Santa Mariña de Esposende )
  - Serantes («Igrexa de Santo Tomé de Serantes». )
- Pontevedra
  - Bembrive («Igrexa de Santiago de Bembrive». )
  - Moaña (Església de San Martiño)
  - Rebón («Igrexa Parroquial de San Pedro de Rebón». )
- La Corunya
  - La Corunya (Església de Santiago)

(Tots els exemples, excepte aquells en què s'indica el contrari, es troben en mènsules. Així mateix, tots ells daten de la segona meitat del s. xii).

## Característiques

### Físiques
Consta d'un cos aproximadament cilíndric d'uns 50 cm de longitud, un diàmetre d'entre 15-20 cm en els seus extrems i de 25-30 cm al centre, la part més ampla. Així mateix, també té un bec disposat perpendicularment a l'eix longitudinal situat al centre del cos. A la punta d'aquest bec es troba un bisell, pel qual bufaria l'intèrpret.

### Musicals
Gràcies a les deduccions realitzades a partir de les escultures, s'ha observat que el dolio va ser un instrument de molt poca versatilitat. No compta amb cap sistema de modificació de l'altura del so que produeix, amb la qual cosa les seves possibilitats es redueixen a una sola nota pedal que acompanyaria les melodies i ritmes realitzats per altres instruments (sobretot de corda -pinçada o fregada-) o altres aeròfons, al costat dels quals acostuma a aparèixer a les escultures. Hom pot dir que es tractaria d'una forma rudimentària de polifonia.
Aquesta falta de varietat quant al so va ser, molt probablement, la causa de la seva desaparició, ja que aviat van començar a produir-se instruments amb moltes més possibilitats com la gaita, que tenia l'avantatge de ser el propi instrument qui creava el pedal i les melodies. És per aquesta raó que totes les escultures trobades es concentren en un període tan curt (1150-1200 aprox.).